# Екваторіум

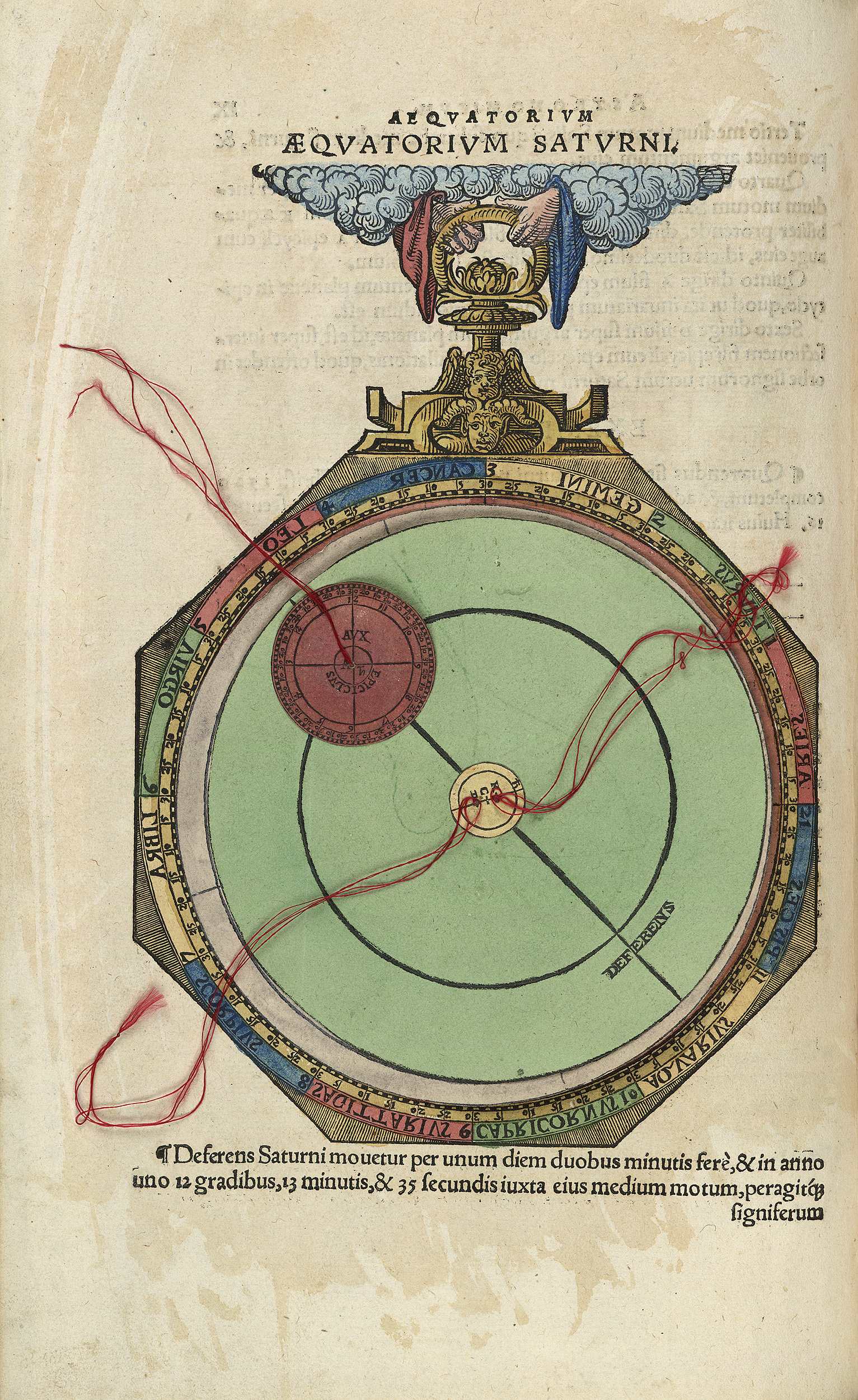
Екваторіум (Йоганн Шонер)

Екваторіум (equatorium, множина від equatoria) — стародавній астрономічний обчислювальний прилад, призначений для визначення положення заданого небесного тіла (Місяця, Сонця або планет). В роботі пристрою використовується геометрична модель і не вимагається проведення обчислень.
Перша відома згадка про сонячний екваторіум, пристрій для визначення положення Сонця, міститься у творі Прокла Діадоха Hypostasis, V століття, де наведені інструкції як його виготовити з дерева та бронзи. Хоча, можливо, що у Стародавній Греції також виготовляли планетарні екваторіуми, перший відомий опис планетарного екваторіума міститься у  Libros del saber de astronomia («Книга знань з астрономії»), іспаномовній збірці астрономічних праць, виконаній у XIII столітті під патронажем короля Альфонса X. Збірка містить переклади двох арабських текстів XI століття про екваторіум Абу-с-Салта і аз-Заркалі. У творі Theorica Planetarum (бл. 1261—1264) Джованні Кампано наведений опис будови екваторіума, який є найбільш раннім відомим описом цього пристрою латиною в Європі.
Річард Воллінгфордський (1292—1336), англійський математик і астроном, як відомо, сконструював складний екваторіум під назвою «Альбіон», з його допомогою можна було обчислити місячні, сонячні і планетарні довготи. На відміну від більшості екваторіумів, «Альбіон» міг також визначати затемнення.